# F-FCSR
F-FCSR — семейство поточных шифров, основанное на использовании регистра сдвига с обратной связью по переносу (FCSR) с линейным фильтром на выходе. Идея шифра была предложена Терри Бергером, Франсуа Арно и Седриком Лараду. F-FCSR был представлен на конкурсе eSTREAM, был включен в список победителей конкурса в апреле 2008, но в дальнейшем была выявлена криптографическая слабость и в сентябре 2008 F-FCSR был исключён из списка eSTREAM.

F-FCSR-H

## История
Впервые идея использования регистра сдвига с обратной связью по переносу (FCSR) для создания поточного фильтра была предложена Клаппером и Горески в 1994 году. Позднее ими был разработан алгоритм такого шифра. Один FCSR без подключения линейного компонента не может быть использован в качестве поточного шифра, так как легко дешифруется.
В 2002 году был предложен самосинхронизующийся поточный шифр, основанный на совместном использовании FCSR и LFSR. Позднее он был подвергнут атаке с выбором шифротекста.
В 2005 году Арно и Бергер предложили идею совместного использования FCSR и линейного фильтра для создания поточного шифра, который получил название F-FCSR (Filtered FCSR). Позже ими были предложены 4 алгоритма, реализующих эту идею: F-FCSR-SF1, F-FCSR-SF, F-FCSR-DF1 и F-FCSR-DF8. Первые два использовали статические фильтры, последние — фильтры, зависящие от ключа. Позже была выявлена слабость всех этих алгоритмов перед различными видами атак.
В 2005 Терри Бергер, Франсуа Арноль и Седрик Лараду предложили два шифра на основе F-FCSR для участия в конкурсе eSTREAM: F-FCSR-H для аппаратной реализации и F-FCSR-8 для программной. В результате последующих испытаний у первоначальных версий F-FCSR-H и F-FCSR-8 были найдены уязвимости, которые позже были исправлены в версиях F-FCSR-H v.2 и F-FCSR-16. Улучшенный вариант F-FCSR-H v.2 стал финалистом eSTREAM. Но после обнаружения уязвимости был исключен из eSTREAM Portfolio (rev.1).

### Характеристики версий
| Название     | Длина главного регистра | Инициализация                       | Фильтр           | Число бит на выходе фильтра |
| ------------ | ----------------------- | ----------------------------------- | ---------------- | --------------------------- |
| F-FCSR-8     | 128                     | 64/128 тактов (в зависимости от IV) | Зависит от ключа | 8                           |
| F-FCSR-H     | 160                     | 160 тактов                          | Статический      | 8                           |
| F-FCSR-8.2   | 256                     | 258 тактов                          | Зависит от ключа | 16                          |
| F-FCSR-16    | 256                     | 16 + 258 тактов                     | Статический      | 16                          |
| F-FCSR-H v.2 | 160                     | 20 + 162 такта                      | Статический      | 8                           |

## Описание алгоритма

### FCSR
FCSR реализуется в двух конфигурациях: Галуа и Фиббоначи. В F-FCSR используется конфигурация Галуа, так как она эффективней.
Вводятся следующие обозначения:
1. q — целостность соединения (connection integer) — отрицательное нечетное целое число, удовлетворяющее следующим условиям:
  - {\displaystyle 2^{|q|-1}=1\mod {q}}
  - T = (|q| − 1)/2 — простое, 2T — период битовой последовательности p/q
  - Число единиц в двоичном представлении числа (1 − q)/2 порядка n/2
2. p — параметр, зависящий от ключа, такое, что 0 < p < |q|
3. n — размер главного регистра FCSR, |q| в двоичной записи имеет n + 1 знаков: 2n < −q < 2n+1
4. d: d = (1 − q)/2, в двоичной записи {\displaystyle \sum _{i=0}^{n-1}d_{i}\cdot 2^{i}}, di = {0, 1}, dn-1 = 1
5. M — n-разрядный главный регистр, значения его i-го разряда, {\displaystyle m(t)=\sum _{i=0}^{n-1}m_{i}(t)\cdot 2^{i}}.
6. C — l-разрядный регистр сдвига, l + 1 — число единиц в двоичной записи d, {\displaystyle c(t)=\sum _{i=0}^{l-1}c_{i}(t)\cdot 2^{i}}.
7. (m, c) — состояние FCSR

Если (m, c) — состояние FCSR в момент времени t0, {\displaystyle m=m(t_{0})}, {\displaystyle c=c(t_{0})}, то {\displaystyle (m_{0}(t_{0}+i))_{i\in {N}}} — двоичное представление p/q, где p = m + 2c.

#### Пример FCSR

Пример FCSR

q = −347, d = 174 = (10101110)2, n = 8, l = 4.

### Фильтрация
Фильтрующая линейная функция на выходе определяется маской ({\displaystyle {f}_{0,}{f}_{1,...,}{f}_{n-1}}) Один бит на выходе определяется следующим образом: {\displaystyle {k}=\bigoplus _{i=0}^{n-1}{f}_{i}\cdot {m}_{i}}

### Инициализация
С учетом слабости предыдущих версий F-FCSR из-за слабого начального перемешивания битов в главном регистре процедура инициализации в F-FCSR-H v.2 и F-FCSR-16 проводится следующим образом:
1. Главный регистр M инициализируется конкатенацией секретного ключа K и IV — (K, IV), в регистр переноса записываются нули.
2. Проходит 16 тактов генератора для F-FCSR-16 и 20 для F-FCSR-H v.2
3. Полученные на выходе 256 и 160 битов соответственно записываются в M
4. Проходит n + 2 тактов генератора, биты на выходе при этом отбрасываются

### Шифры на основе F-FCSR

#### F-FCSR-H v.2
1. Длина ключа 80 бит, IV — 80 бит
2. q = −1993524591318275015328041611344215036460140087963
3. Длина регистра переноса l = 82
4. d = (AE985DFF 26619FC5 8623DC8A AF46D590 3DD4254E)16
5. Последовательность битов на выходе {\displaystyle {S(t)}={(s}_{0}{(t),}{s}_{1}{(t),...}{s}_{7}{(t)),}s_{j}(t)=\bigoplus _{i=0}^{19}d_{8i+j}\cdot m_{8i+j}(t)}, то есть

z = (m8 + m24 + m40 + m56 + … + m136, m1 + m49 +… , … , m23 + …)

#### F-FCSR-16
1. Длина ключа 128 бит, IV — 128 бит
2. q = −183971440845619471129869161809344131658298317655923135753017128462155618715019
3. Длина регистра переноса l = 130
4. d = (CB5E129F AD4F7E66 780CAA2E C8C9CEDB 2102F996 BAF08F39 EFB55A6E 390002C6)16
5. Последовательность битов на выходе {\displaystyle {S(t)}={(s}_{0}{(t),}{s}_{1}{(t),...}{s}_{15}{(t)),}s_{j}(t)=\bigoplus _{i=0}^{15}d_{16i+j}\cdot m_{16i+j}(t)}

## Описание атаки
Первоначально найденные уязвимости F-FCSR-8 и F-FCSR-H, связанные с малым количеством тактов при инициализации, были исправлены в F-FCSR-16 и F-FCSR-H v.2. В 2008 году Мартин Хелл и Томас Джоанссон описали и осуществили атаку на F-FCSR, с помощью которой можно вскрыть состояние FCSR.
Фильтрующая функция линейна, поэтому криптостойкость F-FCSR определяется нелинейностью FCSR, которая возникает из-за наличия регистра переноса, таким образом систему требуется линеаризовать, максимально увеличив число нулей в регистре переноса. Рассмотрим ситуацию, когда состояние регистра переноса на протяжении 20 тактов будет следующим:
C(t) = C(t + 1)= … = C(t + 19) = (Сl-1, …, С0) = (0, 0, . . . , 0, 1) (*)
Если бит обратной связи 0, то биты регистра переноса, равные 0, остаются равны 0, а равные 1 с вероятностью ½ становятся равны 0.
Тогда для возникновения (*), потребуется приблизительно {\displaystyle \log _{2}{82}+19\approx 26} последовательных нулей в бите обратной связи.
В силу предположения (*) состояния главного регистра M(t + 1), …, M(t + 19) линейно зависят от M(t), и нам известна эта зависимость.
Обозначим байты на выходе z(t), z(t + 1), … , z(t + 19).
Выразим z(t), z(t + 1), … , z(t + 19) через значения битов главного регистра в момент t: M(t) = (m0 … m159). 
 Получим 20 уравнений с 20 неизвестными {\displaystyle m_{i}}, где {\displaystyle i\equiv 0\mod 8}:

{\displaystyle z_{0}(t)=m_{8}\bigoplus {m_{24}}\bigoplus {...}\bigoplus {m_{136}}} 

{\displaystyle z_{7}(t+1)=m_{24}\bigoplus {m_{40}}\bigoplus {...}\bigoplus {m_{152}}} 

…

{\displaystyle z_{5}(t+19)=m_{32}\bigoplus {m_{48}}\bigoplus {...}\bigoplus {m_{152}}} 

Аналогично получим системы уравнений, зависящих от {\displaystyle m_{i}}, где {\displaystyle i\equiv 1\mod 8} и т. д. 
Итого 8 систем из 20 уравнений с 20 неизвестными.

Ведем следующие обозначения:

{\displaystyle W_{0}=(z_{0}(t),z_{7}(t+1),...,z_{5}(t+19))},

{\displaystyle W_{1}=(z_{1}(t),z_{0}(t+1),...,z_{6}(t+19))}, 

… 

{\displaystyle W_{7}=(z_{7}(t),z_{6}(t+1),...,z_{4}(t+19))}. 

Обозначим {\displaystyle {\hat {M}}_{j}} вектор {\displaystyle (m_{j},m_{j+8},...,m_{j+152})} 

Тогда системы можно записать в виде {\displaystyle W_{j}={\hat {M}}_{j}P_{j}}, где {\displaystyle P_{j}} — известная матрица, определяемая фильтрующей функцией.
Алгоритм нахождения состояния главного регистра в предположении(*) можно описать следующим образом:
1. В момент времени t получаем на выходе байты: z(t), z(t +1), . . . , z(t + 19)
2. for i = 0 to 7
Решаем уравнение {\displaystyle W_{j}={\hat {M}}_{j}P_{j}}
if (нет решений) goto 1
else сохраняем возможные значения {\displaystyle {\hat {M}}_{j}}
3. for (каждый возможный набор {\displaystyle {\hat {M}}_{0},{\hat {M}}_{1}...{\hat {M}}_{7}})
if (M из{\displaystyle {\hat {M}}_{0},{\hat {M}}_{1}...{\hat {M}}_{7}} может дать на выходе z(t), z(t +1), . . . , z(t + 19)) return;
4. goto 1

Для осуществления описанной выше атаки требуется 226 байт шифротекста. Возможно улучшение атаки, требующее 224,3 байта. Аналогичная атака может быть применена к F-FCSR-16.